# جيف لاروتوفيتش
جيف لاروتوفيتش (بالإنجليزية: Jeff Larentowicz)‏ (5 أغسطس 1983 بباسادينا في الولايات المتحدة - ) هو لاعب كرة قدم أمريكي في مركز الدفاع. شارك مع منتخب الولايات المتحدة لكرة القدم. أما مع النوادي، فقد لعب مع شيكاغو فاير وكولورادو رابيدز ولوس أنجلوس غلاكسي ونيو إنجلاند ريفولوشن ولوس انجلوس غالاكسي 2 وSeacoast United Phantoms ‏.

## وصلات خارجية
- جيف لاروتوفيتش على موقع الدوري الأمريكي (الإنجليزية)
- جيف لاروتوفيتش على موقع قاعدة بيانات كرة القدم.إي يو (الإنجليزية)
- جيف لاروتوفيتش على موقع ناشيونال فوتبول تيمز (الإنجليزية)
- جيف لاروتوفيتش على موقع Soccerbase.com (لاعب) (الإنجليزية)
- جيف لاروتوفيتش على موقع Soccerway.com (الإنجليزية)
- جيف لاروتوفيتش على موقع عالم كرة القدم.نت (الإنجليزية)
- جيف لاروتوفيتش على موقع AS.com (الإسبانية)